# 树头菜
树头菜（学名：Crateva unilocularis）为山柑科鱼木属的植物。分布在尼泊尔、缅甸、老挝、柬埔寨、锡金、印度、越南以及中国大陆的广西、云南、广东等地，原生于海拔1,500米的地区，常生长在湿润地区。由於本物種抗風能力強，在地勢較低的香港能於任何高度的環境生長，加上樹型優美、花期多花，所以在當地被廣泛種植作路旁樹。

## 外部連結
- 樹頭菜, Shutoucai （页面存档备份，存于） 藥用植物圖像數據庫 (香港浸會大學中醫藥學院) （繁體中文）（英文）

1. ↑  . 香港理工大學.   [2022-10-14]. （原始内容存档于2022-10-14） （英语及中文（繁體））.